# .je
.jeは、国別コードトップレベルドメイン（ccTLD）のひとつ。英仏海峡にあるイギリスの王室属領・ジャージー島に割り当てられている。管理はアイランド・ネットワークス（Island Networks）が行っている。

## セカンドレベルドメイン
2000年から、ドメイン名は国別コードの下に直接置かれるようになった。
しかし、以下のサブドメインについては現在も登録が可能である。
- .co.je - 商用／個人ドメイン
- .net.je - インターネットサービスプロバイダおよび商用
- .org.je - 組織（地元にある、正当な目的をもつもの）